# Thomas Moran

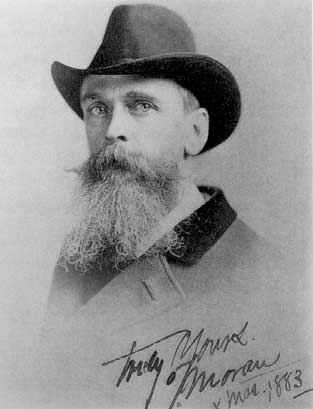
Thomas Moran, 1883

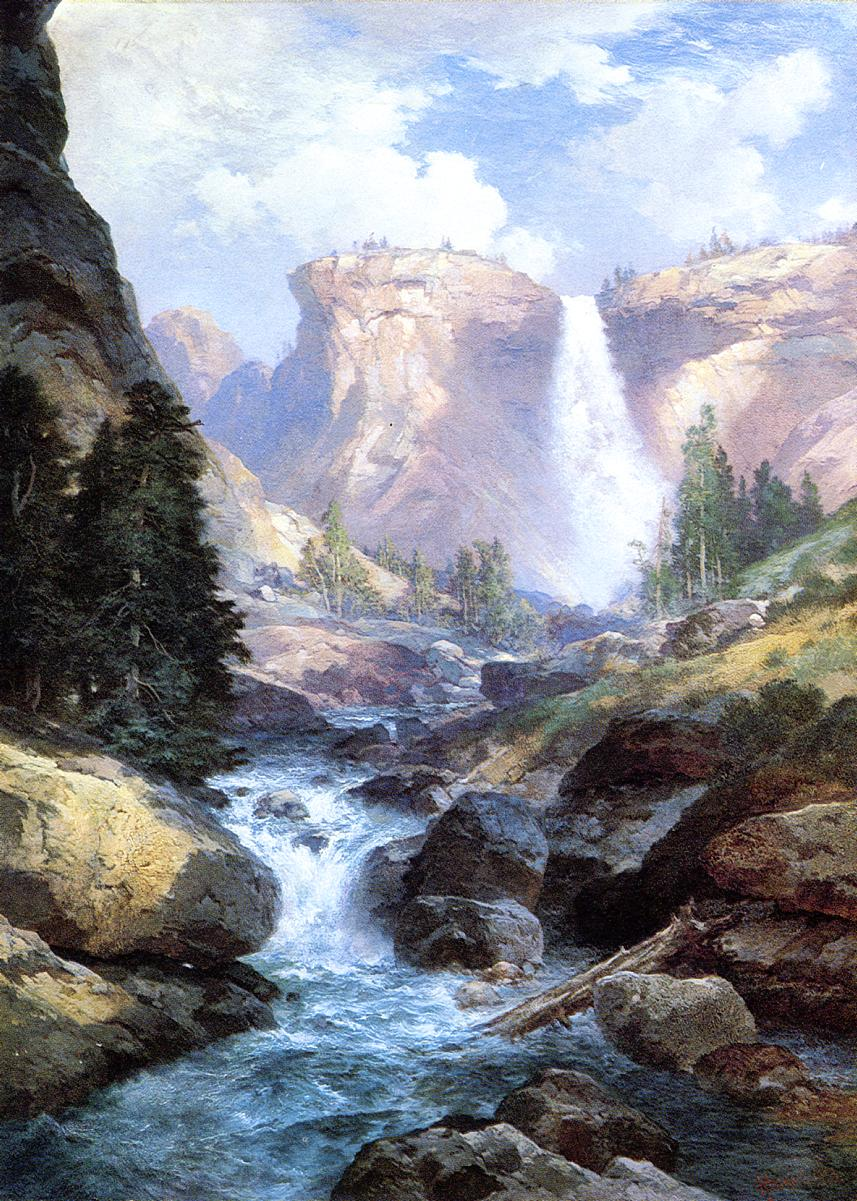
Wodospad w Parku Narodowym Yosemite, 1913

Thomas Moran (ur. 12 lutego 1837 w Bolton, zm. 25 sierpnia 1926) – amerykański malarz, akwaforcista, litograf, ilustrator i fotograf, przedstawiciel Hudson River School.
Malował głównie amerykańskie krajobrazy, w 1871 wziął udział w wyprawie zorganizowanej na tereny obecnego Parku Narodowego Yellowstone. Celem ekspedycji było sporządzenie raportu na potrzeby Kongresu, który miał rozważyć objęcie tego obszaru ochroną. Obrazy przygotowane przez Morana i fotografie H. W. Jacksona miały decydujący wpływ na powstanie pierwszego parku narodowego w Stanach Zjednoczonych w 1872 r.
Thomas Moran dzięki obrazom namalowanym w Yellowstone zdobył popularność i osiągnął sukces finansowy. Dwa płótna zakupił Kongres za astronomiczną jak na tamte czasy sumę 20 000$. Umożliwiło mu to odbywanie licznych podróży, m.in. do Wenecji, z której sprowadził do Ameryki oryginalną gondolę. Artysta na starość osiadł w Santa Barbara, zmarł z przyczyn naturalnych przeżywając blisko 90 lat.
Góra Mount Moran (3842 m n.p.m.) w Parku Narodowym Grand Teton nosi jego imię.